# Каскады (Буркина-Фасо)
Каска́ды (фр. Cascades) — область на крайнем юго-западе Буркина-Фасо.
- Административный центр — город Банфора.
- Площадь — 16 663 км², население — 524 956 человек (2006 год).

Область была образована в 2001 году. Действующий губернатор — Юсуф Роамба.

## География

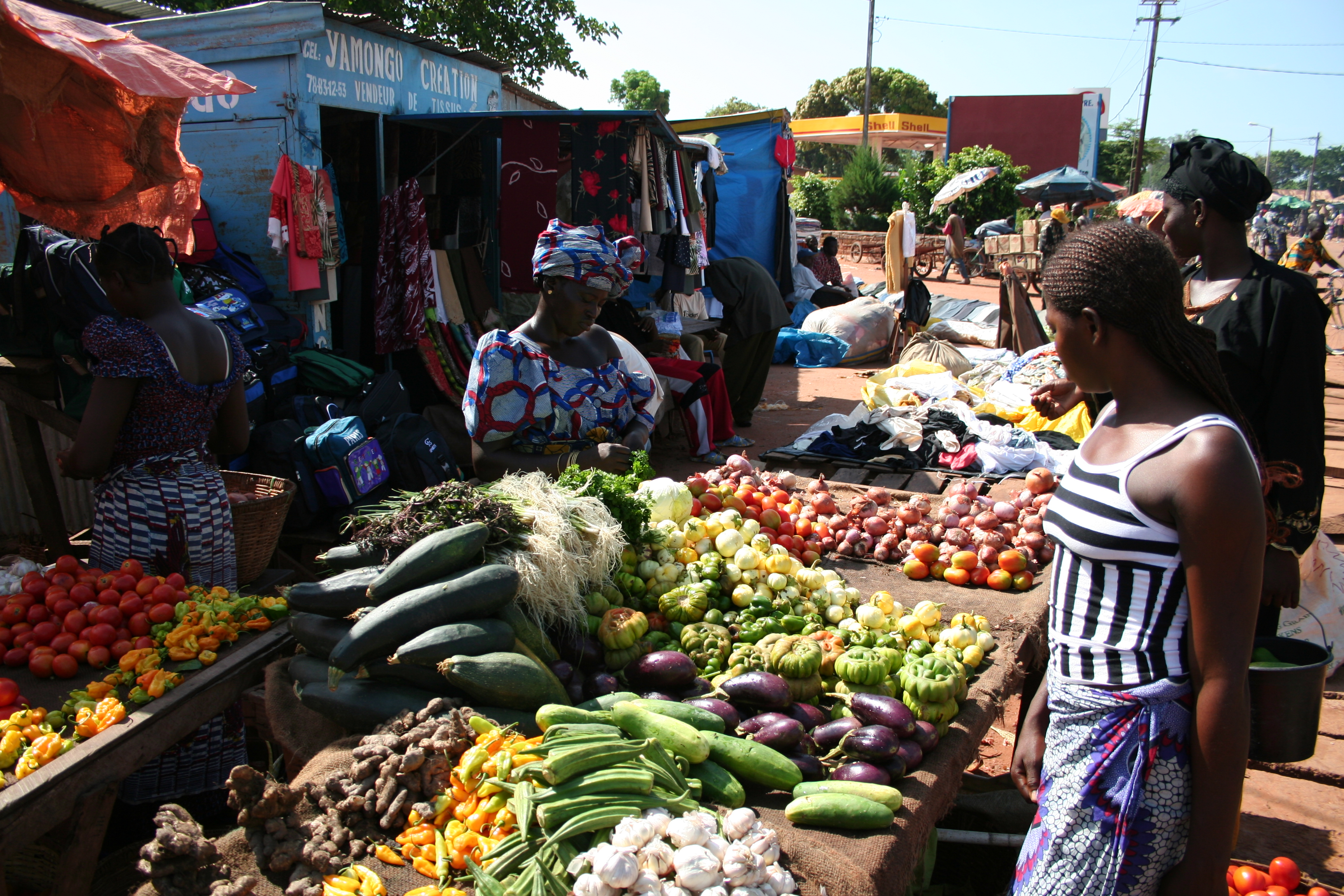
Рынок в Банфоре

На севере граничит с Верхними Бассейнами, на востоке с Западно-Центральной областью, на юге с Кот-д'Ивуаром, на западе с Мали.
На территории этой области также находятся знаменитые водопады Каскады Карфигуэла.

## Население
Область населена различными этническими группами.

## Административное деление
В административном отношении область подразделяется на 2 провинции:
| № | Провинция | Адм. центр | Население, чел. (2006) |
| - | --------- | ---------- | ---------------------- |
| 1 | Комоэ     | Банфора    | 400 534                |
| 2 | Лераба    | Синду      | 124 422                |

## Экономика
Каскады является одной из наиболее промышленно развитых областей Буркина Фасо.